# Mark Tyndale
Mark Mikal Tyndale (Filadelfia, 4 gennaio 1986) è un ex cestista statunitense, professionista nella NBDL e in Europa.

## Palmarès
- All-NBDL All-Defensive Second Team (2013)